# Onofre Betbeder
Onofre Betbeder (Villa Mercedes, 12 de junio de 1861 - Nueva York, 12 de enero de 1915) fue un militar argentino que sirvió en la armada de su nación a fines del siglo XIX y comienzos del siglo XX conduciendo la Jefatura del Estado Mayor General de la Armada y el Ministerio de Marina en dos oportunidades.

## Biografía
Onofre Betbeder nació en Villa Mercedes, Provincia de San Luis, el 12 de junio de 1861, hijo del hacendado Santiago Betbeder y de Rosario Lucero.
El 23 de febrero de 1878 ingresó en la Escuela Naval Militar que funcionaba en ese entonces a bordo de la cañonera Uruguay. En 1882 egresó con el grado de subteniente, primero de su promoción. 
En 1882 fue uno de los promotores de la fundación del Centro Naval. 
Destinado al acorazado ARA Almirante Brown, participó de las maniobras navales de 1883 y 1884. El 9 de julio de 1886 ascendió a alférez de navío y en 1887 fue promovido a teniente de fragata y recibió el mando del monitor Los Andes.

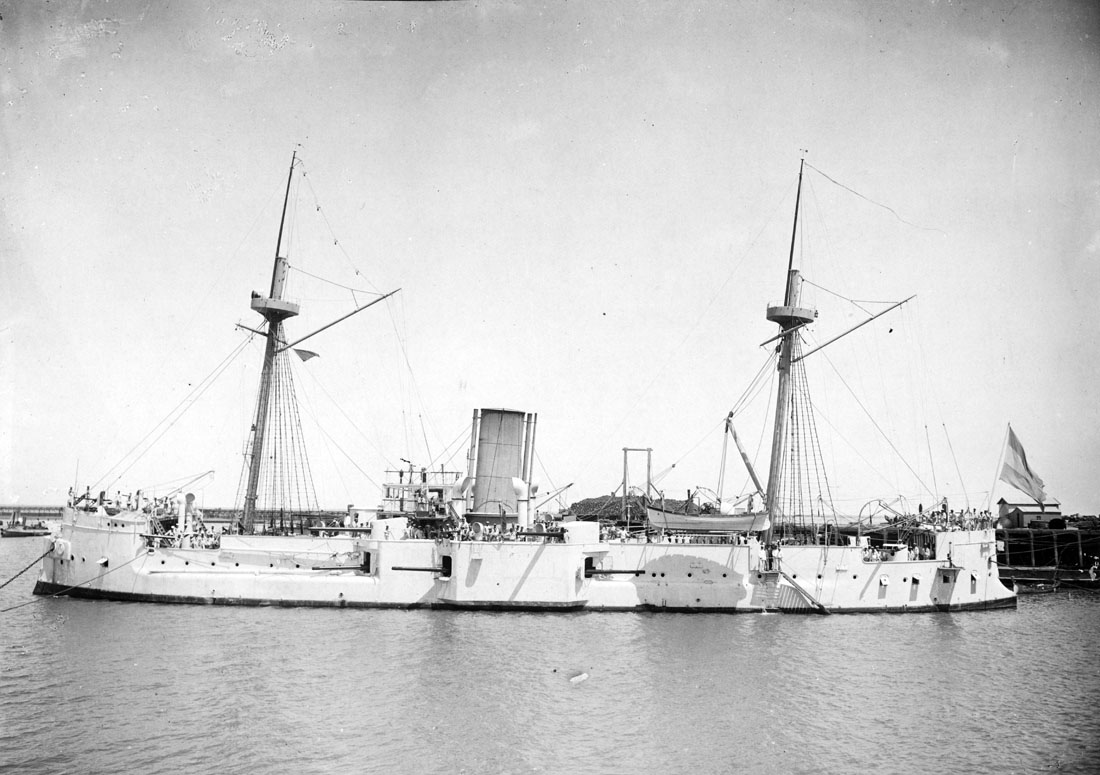
Acorazado

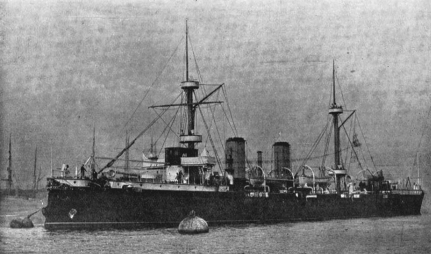
Crucero acorazado

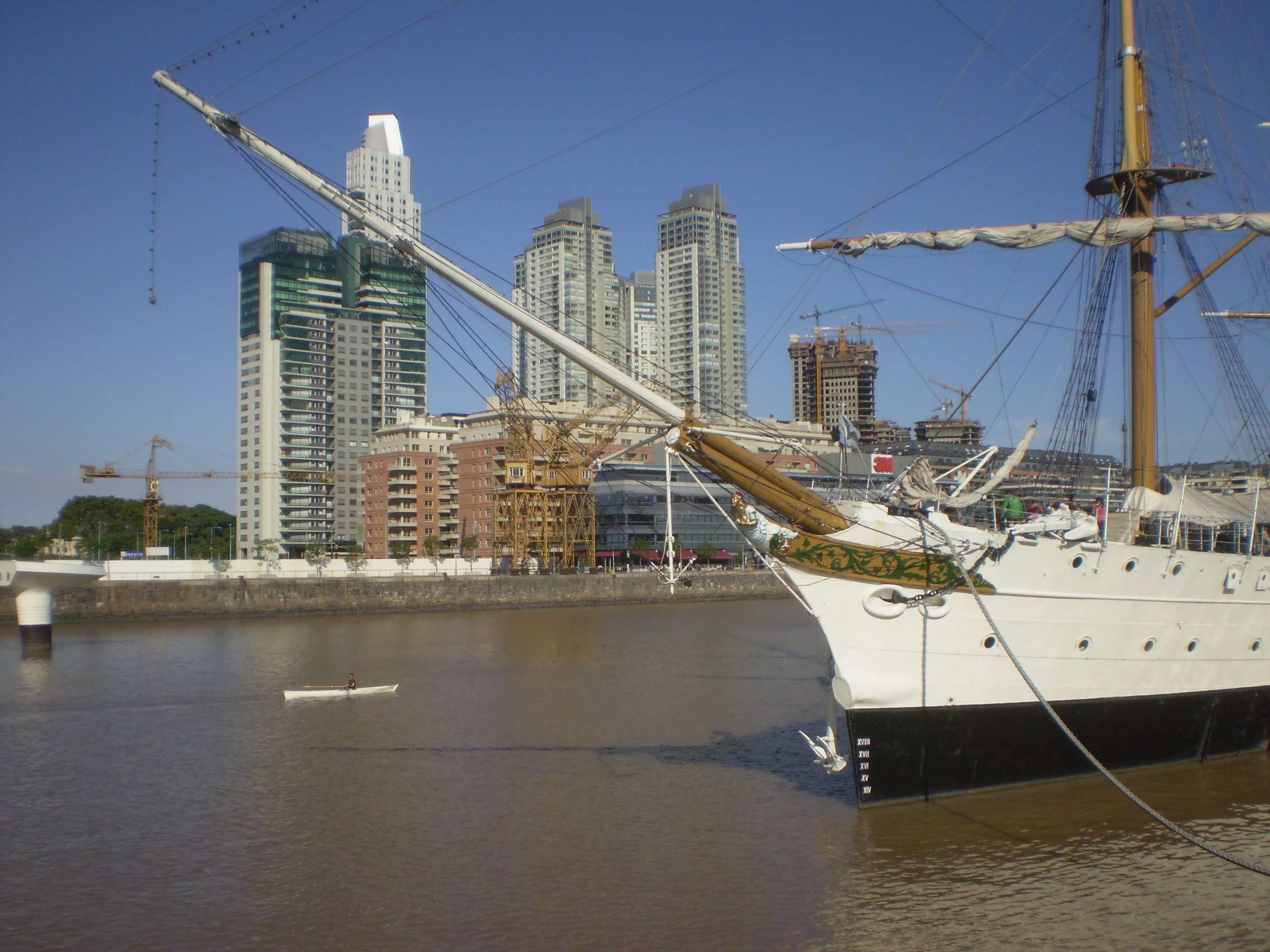
Fragata

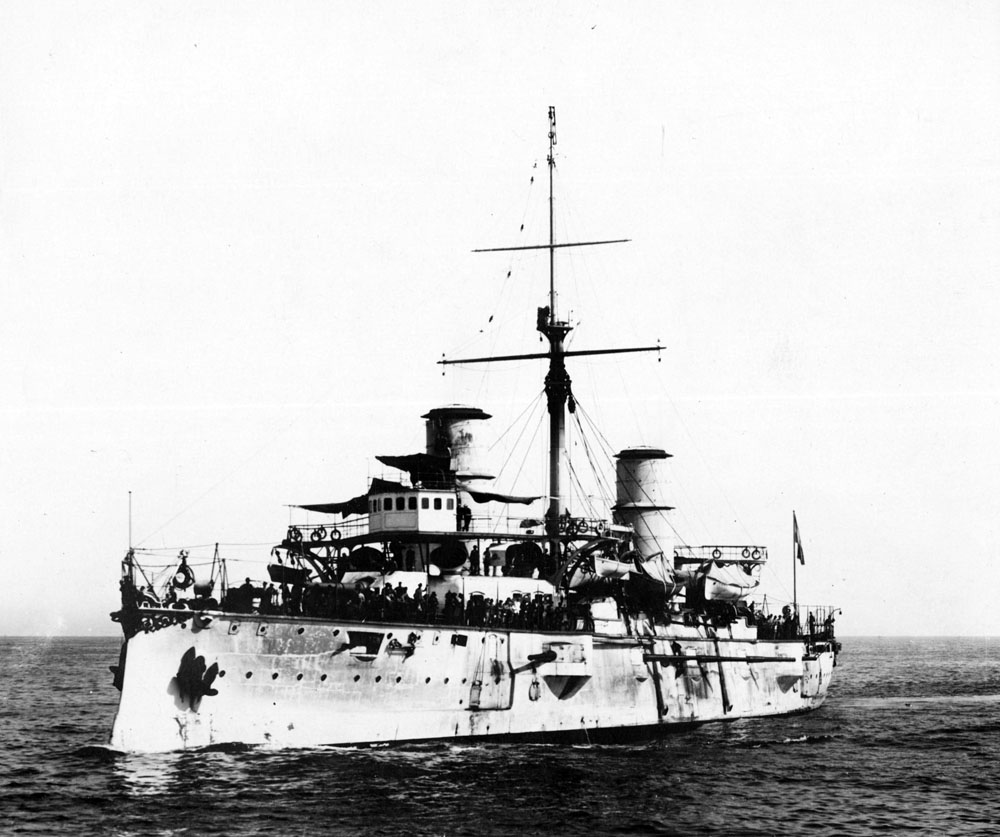
Crucero acorazado

En 1891 fue enviado a Londres para comandar el transporte ARA Ushuaia en su traslado al país. Tras realizar otros viajes a Europa con el Ushuaia se le encomendó que trajera el crucero acorazado ARA 25 de Mayo que se encontraba en construcción en 1891 en el Astillero Armstrong, Michel & Co., Newcastle-on-Tyne, Inglaterra, siendo luego ascendido a teniente de navío.
Enviado a Newcastle fue nombrado segundo del capitán de navío Martín Rivadavia, primer comandante del recién incorporado crucero acorazado ARA 9 de Julio. El 24 de enero de 1893 se efectuaron las pruebas de máquinas y el 25 las de artillería. Tras embarcar al comodoro Howard, representante de la Armada Argentina en los festejos a celebrarse en Estados Unidos en conmemoración del IV Centenario del Descubrimiento de América, dejó el río Tyne el 2 de abril de 1893 rumbo a Nueva York.
Tras un violento temporal de varios días arribó a las islas Azores (Portugal) el 9 de febrero y arribó a su destino el 17 de ese mes. El 25 de abril participó de la Revista Naval de 1893 en Hampton Roads, junto con la escuadra estadounidense al mando del contralmirante Gherardi.
El 28 de abril la dotación de desembarco del 9 de Julio al mando del teniente de fragata José Quiroga Furque cerró la participación argentina en los festejos desfilando en Nueva York. El 24 de mayo el 9 de Julio zarpó de regreso.
Betbeder se mantuvo durante toda su carrera leal a sus mandos y actuó en consecuencia en defensa del gobierno durante la revolución de 1893. En 1895 fue promovido a capitán de fragata y participó de las maniobras como jefe de Estado Mayor de División.
Integró la Comisión Permanente de Artillería destinada a asesorar al Estado Mayor General Naval y elaborar reglamentos para los ejercicios de tiro y organización del cuerpo de Artillería de Costas.
En septiembre de 1897 fue nombrado segundo comandante del nuevo buque escuela, la fragata ARA Presidente Sarmiento que se construía en el astillero Laird Brothers de Birkenhead, Liverpool, Inglaterra y en noviembre de 1897 se convertía en su comandante.
El 30 de junio de 1898 dejó brevemente el mando de la Sarmiento al ser designado comandante interino del crucero acorazado ARA Pueyrredón que se hallaba en construcción en La Spezia, Italia. El 4 de agosto zarpó rumbo a su país arribando a Punta Piedras el 1 de septiembre de ese año, tras lo que regresó a Inglaterra a hacerse nuevamente cargo de la Sarmiento y conducirla al Río de la Plata.
El 12 de enero de 1899 inició su primer viaje de circunvalación. Asistió el 15 de febrero a la concentración naval en el estrecho de Magallanes con motivo de la entrevista que mantuvieron a bordo del crucero acorazado O'Higgins los presidentes Julio Argentino Roca y Federico Errázuriz Echaurren. Durante el histórico viaje alrededor del mundo, la Sarmiento recorrió 50133 millas.
Al poco tiempo de regresar fue ascendido a capitán de navío y fue nombrado jefe del Estado Mayor de la Armada. Como tal, al fallecer el 14 de febrero de 1901 el ministro de Marina Martín Rivadavia, Betbeder asumió interinamente el ministerio hasta 1904, año en que fue promovido al rango de vicealmirante.
El 13 de marzo de 1906 fue nombrado nuevamente ministro de marina por el presidente Figueroa Alcorta.
En 1908 encargó al teniente de navío Pedro Padilla la realización de un estudio sobre la factibilidad de emplear medios aéreos para la vigilancia y exploración de los estuarios y costas. El estudio recomendó la adquisición de tres dirigibles pero no llegó a ejecutarse. Betbeder fue reemplazado el 26 de agosto de 1910 y destinado poco tiempo después por su sucesor Juan Pablo Sáenz Valiente para presidir la Comisión Naval en Estados Unidos con el objeto de vigilar la construcción de los acorazados ARA Rivadavia y ARA Moreno.
Falleció desempeñando ese cargo en la ciudad de Nueva York el 24 de enero de 1915. Sus restos fueron repatriados y descansan en el Cementerio de la Recoleta.
Había contraído nupcias en 1902 con Isabel Avellaneda, hija de Marco Avellaneda Silva (hermano de Nicolas Avellaneda), entonces ministro de Hacienda, y de Clorinda Garmendia. Tuvo un hijo, Manuel Onofre Betbeder Avellaneda (1905-1953).

## Homenajes
Al producirse el centenario de su nacimiento, el periódico La Nación publicó en su memoria lo siguiente:

Dedicó su vida a la marina de Guerra y a su esfuerzo y a su decisión debe mucho la modernización del arma y la capacidad combativa actual de la flota de guerra argentina. El vicealmirante Betbeder fue un propulsor entusiasta de cuanto la Marina necesitaba en el momento en que el mundo iniciaba las guerras de carácter global y universal y un arquetipo por su calidad humana, su carácter, su energía, su estricto sentido del deber, y el vigor que imprimió a sus tareas

Calles de la ciudad de Buenos Aires y de Valeria del Mar, y una localidad de la provincia de Entre Ríos, (Betbeder, en el departamento Nogoyá), llevan su nombre.
También lleva el nombre Betbeder un cabo al sudoeste de la isla Andersson, en el extremo norte de la península Trinidad (Península Antártica). Fue nombrado así por su papel en el rescate de la Expedición Antártica Sueca (1901-1904) dirigida por Otto Nordenskjöld. También llevan su nombre un grupo de islotes y un refugio naval.